# 天囷十三
鯨魚座66，又名BD-03 336，HD 13612、SAO 129752、HR 650，是鯨魚座的一颗恒星，视星等为5.54，位于銀經164.6，銀緯-58.52，其B1900.0坐标为赤經2h 7m 40.9s，赤緯-2° -58.52′ 40″。